# 砂纸砂蛤
砂纸砂蛤（学名：Poromya flexuosa）是笋螂目砂蛤科砂蛤属的一种。

## 形態描述
殼色象牙白，殼皮淡綠，殼形為有圓角的三角形，後端殼緣切斷狀，右殼後段有一股從殼頂向後殼緣的隆起，殼面散佈整齊放射狀的微細顆粒，有如砂紙的觸摸感，右殼比左殼稍大，本種比羊脂砂蛤為小，左右殼緣離殼頂為近，外形輪廓亦有差別。

## 分佈
本物種是一個深海貝類物種。
主要分佈於韩国、台湾及東中國海。